# Stara Czortoryja
Stara Czortoryja (ukr. Стара Чортория, hist. pol. Czartoryja Stara) – wieś na Ukrainie, w obwodzie żytomierskim, w rejonie żytomierskim, w hromadzie Lubar. W 2001 liczyła 1398 mieszkańców, spośród których 1389 wskazało jako ojczysty język ukraiński, 7 rosyjski, a 2 inny.